# Csúcsforgalom

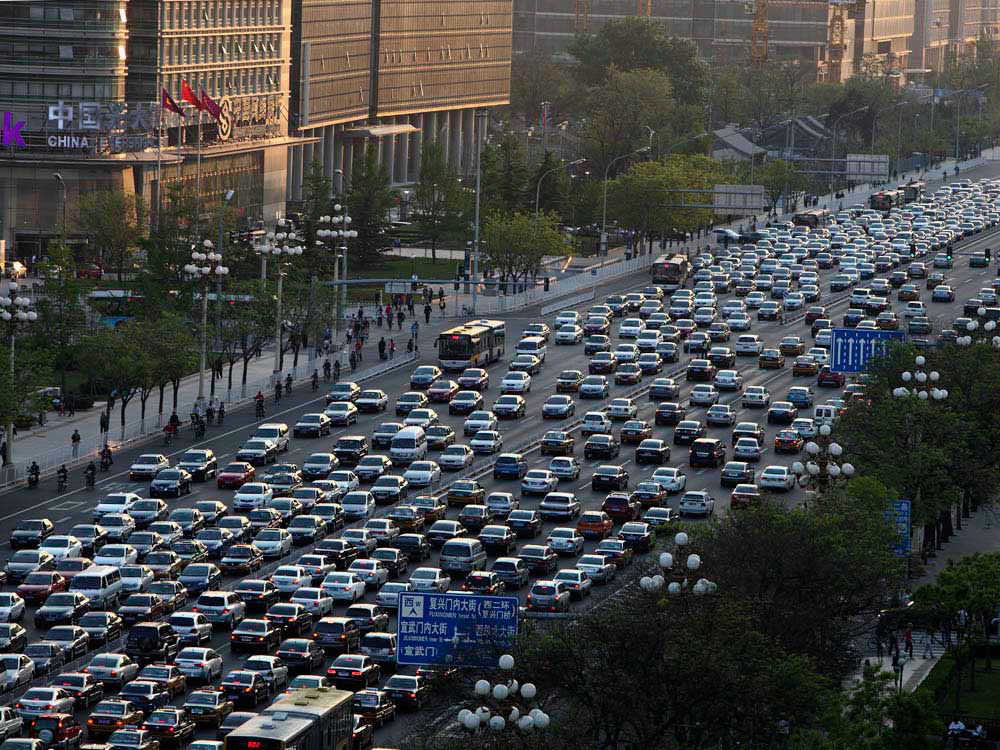
Csúcsforgalom Pekingben

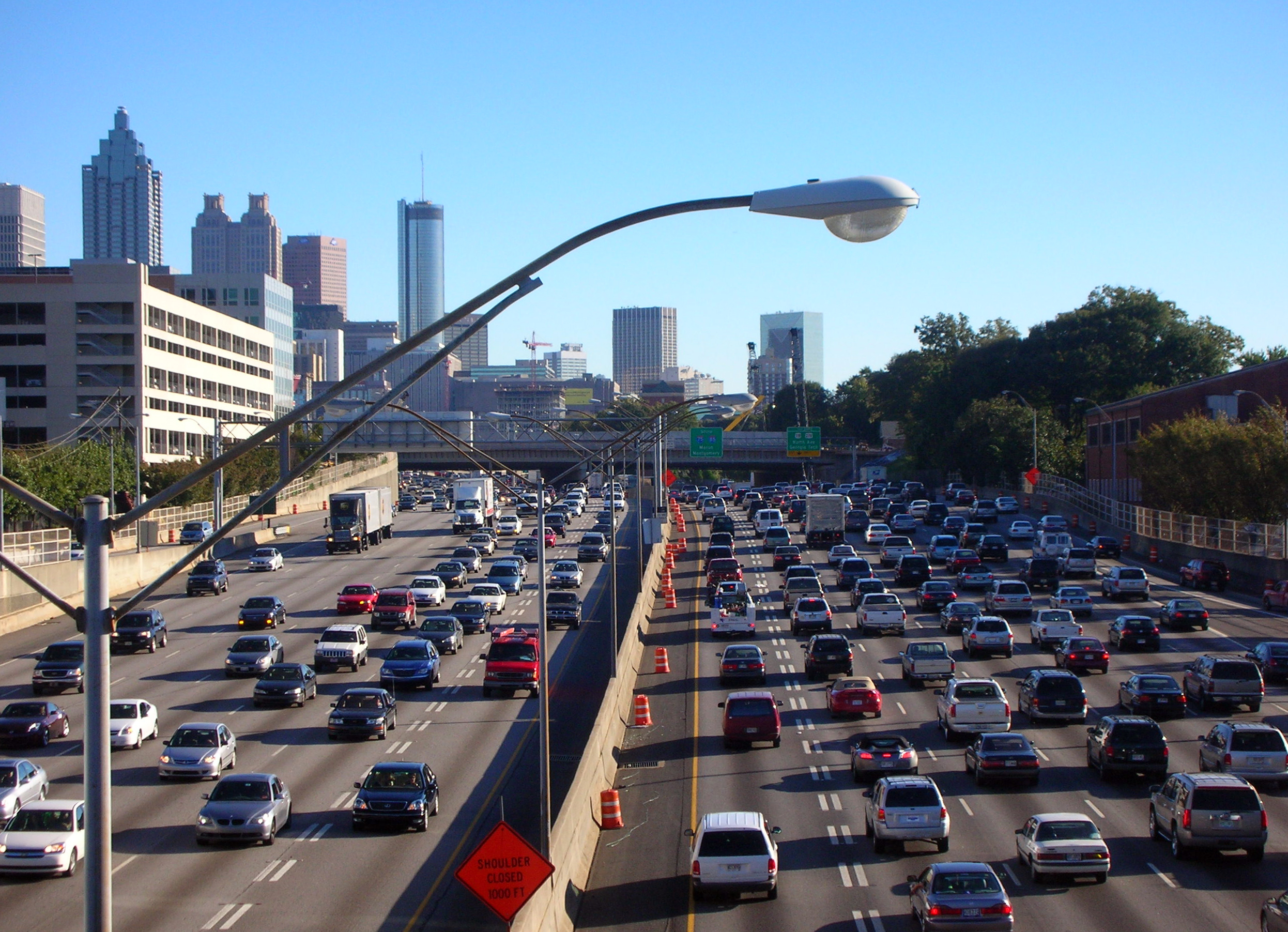
Csúcsforgalom Atlantában

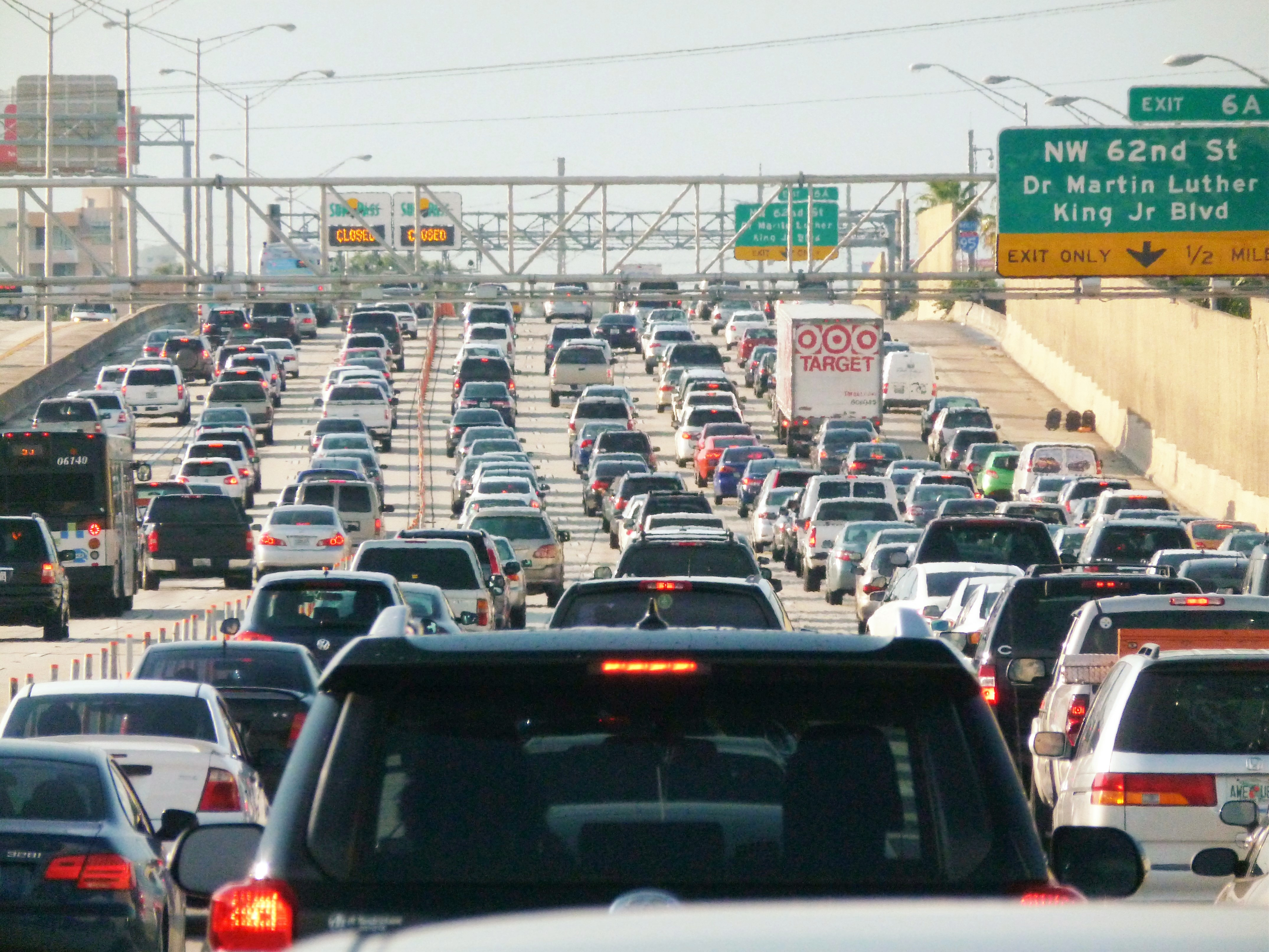
Csúcsforgalom Miamiban

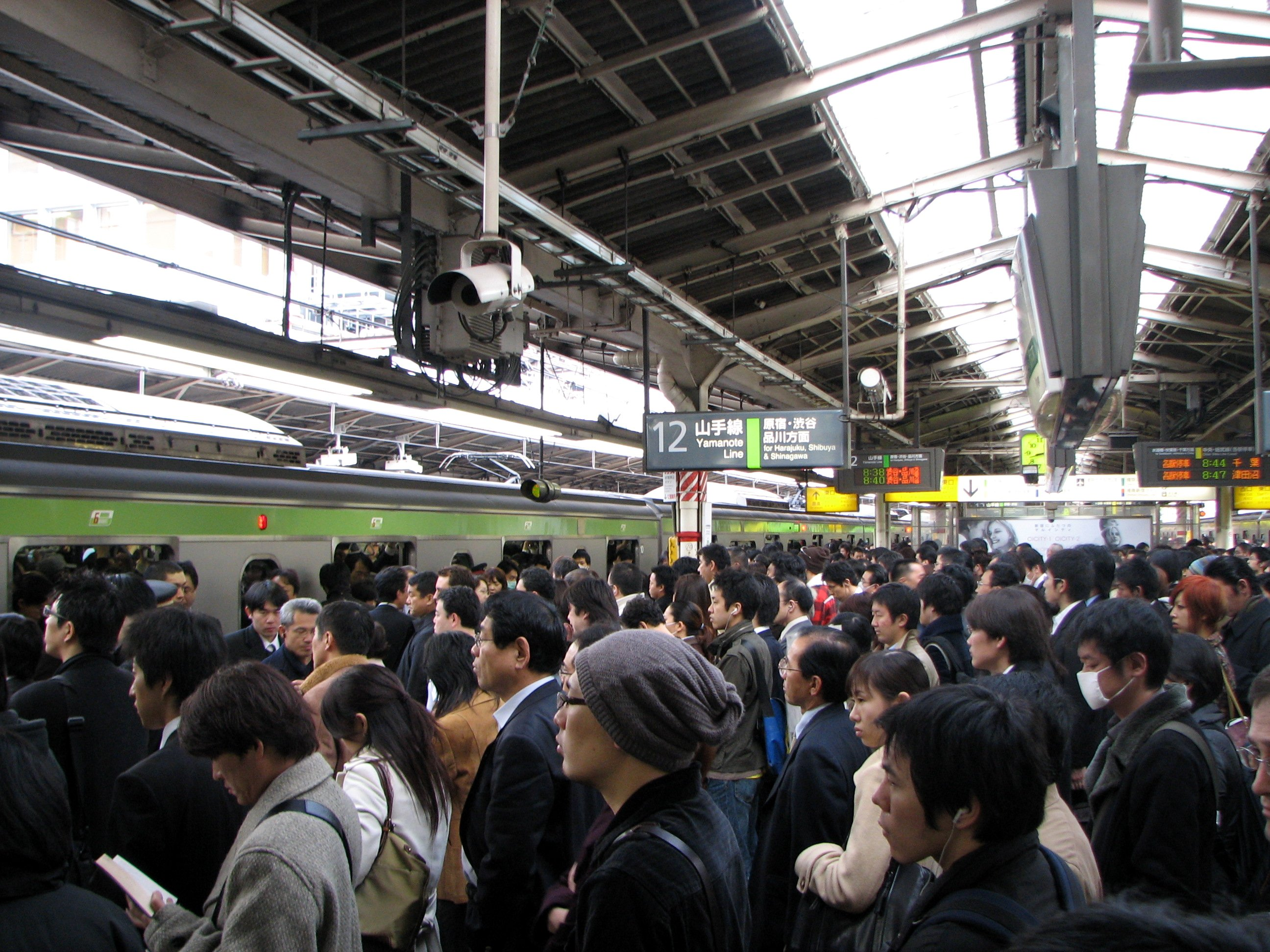
Csúcsforgalom Tokióban

A csúcsforgalom vagy ismert még mint csúcsidő (angol nyelven: Rush hour) a közlekedésben naponta általában kétszer rendszeresen bekövetkező jelentős forgalomnövekedés, melyet az ingázók okoznak. Az első csúcsidő a reggeli órákban következik be, mikor a dolgozók és az iskolások az elővárosi otthonaikból a városi munkahelyeikre és iskoláikba indulnak, továbbá délután-estefelé, amikor ugyanezek az emberek hazaindulnak. Ilyenkor a tömegközlekedési eszközök is gyakrabban közlekednek és ha lehetséges, akkor nagyobb kapacitással is (erősítő kocsik vagy csatolt motorvonatok).
Hétvégente általában nem érzékelhető a csúcsidő a városi forgalomban, mivel kevesebb ember dolgozik, így az ingázó is kevesebb. Péntektől vasárnapig azonban jelentkezhet egy másfajta csúcsidő is a távolsági forgalomban. Ilyenkor többnyire az egyetemisták és a távolabb dolgozók indulnak haza, majd vissza.
A kifejezést használják még az informatikában is, amikor egyszerre sokan próbálnak internetezni. Ilyenkor a weboldalak válaszideje lelassul és a letöltések is lassabban történnek.
A csúcsidő jelentős károkat is képes okozni: ilyenkor lelassul a forgalom, a légszennyezettség pedig megnövekszik.
A csúcsidő káros hatásait kedvezményekkel, bírságokkal próbálják meg a nap nagyobb időszakára széthúzni, hogy az infrastruktúra terhelése egyenletesebb legyen.

## Érdekességek
- Rush Hour (magyar fordításban csúcsidő) címet kapott a SimCity 4 városépítő stratégiai játék egyik kiegészítője is mely abban tér el az alapjátéktól, hogy a városunk tömegközlekedését részletesebben tudjuk szabályozni továbbá több olyan épületet is kapunk, ami a hatékonyabb tömegközlekedést segíti elő.
- Japánban bizonyos metróvonalakon és elővárosi járatokon a peronon segítőket alkalmaznak, akik feladata az, hogy minél többen felszálljanak a szerelvényekre és a szerelvények biztonságosan és balesetmentesen elindulhassanak.[1]